# Яго (телесеріал)
«Яго» — мексиканський драматичний телесеріал. Прем'єра в Мексиці відбулася 2 травня 2016 року на телеканалі «Univision».
Це адаптація французького роману 1844 року «Граф Монте-Крісто» Олександра Дюма, а також є ремейком турецького серіалу «Езель».

## Сюжет
Молодого чоловіка з Мехіко, Омара, зраджують його наречена Сара та двоє близьких друзів, при невдалому пограбуванні, вони його виставляють злочинцем. Після несправедливого ув’язнення на 11 років і інсценування смерті, щоб втекти під час тюремного бунту, він робить пластичну операцію, щоб змінити свою зовнішність, і планує помститися під новим іменем «Яго». Яго отримує підтримку від голови клану мафії, який має тривалу ворожнечу з іншим кланом. 

## Актори та ролі
| Актор                | Роль                          |
| -------------------- | ----------------------------- |
| Іван Санчес          | Яго Віла / Омар Герреро Лопес |
| Габріела де ла Гарса | Сара Мадригал                 |
| Флавіо Медіна        | Лусіо Саркіс                  |
| Пабло Валентін       | Абель Крусес Перес            |
| Мануель Охеда        | Даміан Мадригал Ріос          |
| Патрісіо Кастільо    | Фідель Ямпольський            |

## Інші версії
Туреччина — у 2009 році відбулася прем'єра серіалу «Ezel» (Езель). В головних ролях — Кенан Імірзалиоглу, Джансу Дере.
 Вірменія — у 2012 році вірменський канал Shant TV зняв адаптацію «Անlangelanges» (Чужий). Серіал завершився 257 епізодом у 2013 році.
 Росія — у 2014 року на російському каналі «Россия 1» відбулася прем’єра нової екранізації «Узнай меня, если сможешь» (Дізнайся мене, якщо зможеш). В головних ролях — Стебунов Іван Сергійович, Лоза Євгенія Федорівна.
 Румунія — у 2018 року було оголошено, що румунський канал Pro TV придбав права на створення нової екранізації. Наприкінці лютого 2019 року відбулася прем’єра під назвою «Vlad» (Влад).